# Delphinium nuttallianum
Espèce
Classification phylogénétique
Delphinium nuttallianum est une espèce de plante herbacée pérenne, toxique, de la famille des Ranunculaceae, originaire de l'ouest de l'Amérique du nord.

## Description morphologique

### Appareil végétatif
Cette plante ne présente qu'une seule tige non ramifiée, de 10 à 50 cm de haut généralement (mais pouvant dépasser 70 cm),, à la base souvent rougeâtre. Cette tige est garnie de feuilles peu nombreuses et principalement réunies vers le bas de la plante.
Les feuilles, de 7,5 cm de largeur en moyenne, sont très arrondies et divisées en 7 à 25 lobes étroits pédalés, d'environ 6 ou 7 mm de largeur.

### Appareil reproducteur
La floraison survient entre mars et juin. La tige développe alors une grappe bilatérale de fleurs de couleur bleue ou bleu violacé, tirant parfois sur le mauve.
Chaque fleur, de 2,5 cm de diamètre en moyenne, possède un calice constitué de 5 sépales bleus, striés de bleu sombre, de forme ovale. Le sépale situé le plus haut présente un éperon dirigé vers l'arrière de 1,5 à 2,5 cm de long. La corolle possède 4 pétales de couleur bleue, violacée ou blanche, avec des stries bleu sombre, d'environ 5 mm de long. Les deux pétales du haut forment un éperon, producteur de nectar, logé dans l'éperon formé par le sépale supérieur. Les deux pétales du bas présentent des poils blancs ou plus rarement jaunes.
Les fruits sont des follicules dressés, par lot de trois, mesurant de 0,7 à 2,2 cm de long,.
La formule chromosomique est, chez cette espèce, de 2 n = 16,.

## Répartition et habitat
Cette plante pousse en terrain bien drainé, dans les clairières de forêts de résineux (notamment en association avec Pinus contorta ou Pinus ponderosa), sur les bords de rivière ou de prairie, ou dans les zones désertiques (notamment en association avec Artemisia tridentata).
Son aire de répartition se situe à l'ouest du continent nord-américain : elle va de la Colombie-Britannique (Canada) au nord de la Californie (États-Unis) et ne s'étend pas davantage vers l'est que le Colorado, le Nebraska, le Wyoming ou le Montana.
Elle pousse du niveau de la mer jusqu'à plus de 3 000 m d'altitude.

## Rôle écologique
Delphinium nuttallianum est une espèce toxique pour les herbivores et les humains,. La toxicité est due à divers alcaloïdes, notamment la delphinine et l'ajacine. Les symptômes de l'empoisonnement sont une sensation de brûlure sur les lèvres et dans la bouche, des vomissements et une diarrhée intenses, des spasmes et une faiblesse musculaire, un pouls faible et une paralysie des muscles respiratoires.
Son éperon nectarifère produit du nectar, au bénéfice notamment des oiseaux-mouches.

## Systématique

### Taxonomie
Cette espèce a été nommée par le botaniste allemand Georg August Pritzel, mais c'est son compatriote Wilhelm Gerhard Walpers qui publia la description en 1842 dans son "Repertorium Botanices Systematicae". En 1914, le botaniste belge Julius Arthur Nieuwland proposa de rebaptiser l'espèce Delphinastrum nuttallianum, mais cette proposition n'a pas été retenue.
Des individus de cette espèce ont reçu d'autres appellations synonymes,:
- Delphinastrum nelsonii (Greene) Nieuwl.
- Delphinium bicolor var. nelsonii (Greene) K.C. Davis
- Delphinium dumetorum Greene
- Delphinium helleri Rydb.
- Delphinium leonardii Rydb.
- Delphinium lineapetalum subsp. klickitatense Ewan
- Delphinium menziesii var. fulvum A. Nelson & J.F. Macbr.
- Delphinium menziesii var. pauciflorum Huth
- Delphinium menziesii var. utahense S. Watson
- Delphinium nelsonii subsp. utahense (S. Watson) Ewan
- Delphinium pauciflorum  Nuttall in J. Torrey & A. Gray
- Delphinium pinetorum Tidestr.
- Delphinium sonnei Greene
- Delphinium venenosum A. Nelson

### Étymologie
Le nom latin « Delphinium » et son dérivé français « dauphinelle » vient de Dioscoride et décrit la forme du bouton floral, qui ressemblerait à un dauphin.
Le terme « nuttallianum » est un hommage au botaniste anglais Thomas Nuttall.

### Variétés?
En 1964, le zoologue et botaniste américain Charles Leo Hitchcock décrit plusieurs sous-espèces:
- Delphinium nuttallianum var. fulvum
- Delphinium nuttallianum var. levicaule
- Delphinium nuttallianum var. lineapetalum
- Delphinium nuttallianum var. nuttallianum
- Delphinium nuttallianum var. pilosum

Ces variétés ne sont généralement pas reconnues : Delphinium nuttallianum var. fulvum et Delphinium nuttallianum var. levicaule sont considérées comme synonymes de Delphinium nuttallianum, Delphinium nuttallianum var. lineapetalum comme appartenant à l'espèce Delphinium lineapetalum Ewan et Delphinium nuttallianum var. pilosum à l'espèce Delphinium bicolor Nutt.

### Hybridation
Une hybridation est possible entre Delphinium nuttallianum et les espèces Delphinium andersonii, Delphinium depauperatum (Delphinium × burkei Greene), Delphinium distichum (Delphinium × diversicolor Rydberg), Delphinium nudicaule, et Delphinium polycladon,.

## LeDelphinium nuttallianumet l'homme
Les Amérindiens Okanagans utilisaient les fleurs pour colorer en bleu les flèches et d'autres menus objets.
Les pétales ou la fleur sont utilisés par les Amérindiens Secwepemcs et Navajos comme décoration lors de cérémonials,.

### Autres médias
- Galerie de photos sur le site Calphotos